# Zirnitzwald
Zirnitzwald es un bosque en Austria. Está situada en el estado federal de Estiria, en la parte central del país, 160 km al oeste de Viena, la capital del país.
El área alrededor de Zirnitzwald está casi cubierta de bosques mixtos. Alrededor de Zirnitzwald, que está relativamente escasamente poblado, viven unas 25 personas por kilómetro cuadrado. El clima es hemiboreal. La temperatura promedio es de 6 °C. El mes más caluroso es julio, con 17 °C, y enero el más frío, con −8 °C. La precipitación media es de 1578 milímetros al año. El mes más lluvioso es mayo, con 192 milímetros de lluvia, y el más seco es marzo, con 68 milímetros.
| Climograma de Zirnitzwald | Climograma de Zirnitzwald | Climograma de Zirnitzwald | Climograma de Zirnitzwald | Climograma de Zirnitzwald | Climograma de Zirnitzwald | Climograma de Zirnitzwald | Climograma de Zirnitzwald | Climograma de Zirnitzwald | Climograma de Zirnitzwald | Climograma de Zirnitzwald | Climograma de Zirnitzwald |
| --- | ------------------------- | ------------------------- | ------------------------- | ------------------------- | ------------------------- | ------------------------- | ------------------------- | ------------------------- | ------------------------- | ------------------------- | ------------------------- |
| E | F                         | M                         | A                         | M                         | J                         | J                         | A                         | S                         | O                         | N                         | D                         |
| 165 -6 -9 | 103 -2 -9                 | 68 3 -3                   | 82 14 3                   | 192 16 7                  | 173 21 12                 | 180 21 13                 | 170 20 13                 | 156 16 8                  | 110 11 3                  | 104 3 -3                  | 77 -5 -9                  |
| temperaturas en °C • totales de precipitación en mm |                           |                           |                           |                           |                           |                           |                           |                           |                           |                           |                           |
| Conversión sistema imperial\| E \| F \| M \| A \| M \| J \| J \| A \| S \| O \| N \| D \| \| 6.5 21 16 \| 4.1 28 16 \| 2.7 37 27 \| 3.2 57 37 \| 7.6 61 45 \| 6.8 70 54 \| 7.1 70 55 \| 6.7 68 55 \| 6.1 61 46 \| 4.3 52 37 \| 4.1 37 27 \| 3 23 16 \| \| temperaturas en °F • totales de precipitación en pulgadas \| \| \| \| \| \| \| \| \| \| \| \| |                           |                           |                           |                           |                           |                           |                           |                           |                           |                           |                           |
| E | F                         | M                         | A                         | M                         | J                         | J                         | A                         | S                         | O                         | N                         | D                         |
| 6.5 21 16 | 4.1 28 16                 | 2.7 37 27                 | 3.2 57 37                 | 7.6 61 45                 | 6.8 70 54                 | 7.1 70 55                 | 6.7 68 55                 | 6.1 61 46                 | 4.3 52 37                 | 4.1 37 27                 | 3 23 16                   |
| temperaturas en °F • totales de precipitación en pulgadas |                           |                           |                           |                           |                           |                           |                           |                           |                           |                           |                           |

| E                                                         | F         | M         | A         | M         | J         | J         | A         | S         | O         | N         | D       |
| 6.5 21 16                                                 | 4.1 28 16 | 2.7 37 27 | 3.2 57 37 | 7.6 61 45 | 6.8 70 54 | 7.1 70 55 | 6.7 68 55 | 6.1 61 46 | 4.3 52 37 | 4.1 37 27 | 3 23 16 |
| temperaturas en °F • totales de precipitación en pulgadas |           |           |           |           |           |           |           |           |           |           |         |